# Eudelus gumperdensis
Eudelus gumperdensis är en stekelart som först beskrevs av Otto Schmiedeknecht 1897.  Eudelus gumperdensis ingår i släktet Eudelus och familjen brokparasitsteklar. Inga underarter finns listade i Catalogue of Life.